# إنريكه بينيا نييتو
إنريكه بينيا نييتو (Enrique Peña Nieto من مواليد 20 يوليو 1966) رئيس المكسيك السابع والخمسون منذ 1 ديسمبر 2012 هو سياسي مكسيكي عضو في الحزب الثوري المؤسساتي. شغل منصب حاكم ولاية مكسيكو بين 2005-2011. في 19 سبتمبر 2011، أعلن ترشيح نفسه للرئاسة في الانتخابات العامة المكسيكية لسنة 2012 ليخلف فيليبي كالديرون، سجل ترشيحه رسميا في 27 نوفمبر، 2011.
في 2 يوليو 2012 أعلن إنريكه عن فوزه في الانتخابات الرئاسية بـ37 في المئة من الأصوات. أقر له الرئيس المكسيكي فيليبي كالديرون بالنصر. تولى مهام منصبه رسمياً في 1 ديسمبر 2012.
في إطار حرب المكسيك على المخدرات، أعلن إنريكه بينيا في 10 أبريل 2013 عن تغير في مستوى العنف في الربع الأول من عمر الحكومة الجديدة، من ديسمبر 2012، عندما تولى السلطة إلى غاية مارس 2013، بانخفاض بنسبة 17٪ ، أي انتقال من 5127 إلى 4249 قتيل.
خلال رئاسته، أنشأ ميثاق المكسيك متعدد الأطراف، والذي أدى إلى تهدئة القتال بين الأحزاب كما زيادة التشريعات عبر الطيف السياسي. وخلال سنواته الأربع الأولى، قاد بينيا نييتو تفكيكًا واسعًا للاحتكارات، وحرر قطاع الطاقة في المكسيك، وأصلح التعليم العام، وحدّث التنظيم المالي للبلاد. ومع ذلك، أدى الجمود السياسي ومزاعم التحيز الإعلامي إلى تفاقم الفساد والجريمة وتجارة المخدرات في المكسيك. وقد أدى الانخفاض العالمي في أسعار النفط والتباطؤ الاقتصادي في العقد الأول من القرن الحادي والعشرين إلى تواضع نجاح إصلاحاته الاقتصادية، ما قلل الدعم السياسي لبينيا نييتو. وتعرض لانتقادات دولية بسبب تعامله مع الاختطاف الجماعي بإغوالا في عام 2014 وهرب تاجر المخدرات خواكين «إل تشابو» غوزمان من سجن ألتيبلانو في عام 2015. وإدعى غوزمان نفسه أثناء محاكمته أنه قدم رشوة لبينيا نييتو. واعتبارًا من عام 2020، أصبح أيضًا جزءًا من جدل قضية أودربرجت، إذ أعلن الرئيس السابق لشركة بيميكس (نفط المكسيك) إيميليو لوزويا أوستن أن حملة بينيا نييتو الرئاسية استفادت من أموال غير قانونية قدمتها شركة أودربرجت مقابل خدمات مستقبلية.
كانت التقييمات التاريخية ومعدلات التأييد لرئاسته سلبية في الغالب. ويسلط المنتقدون الضوء على سلسلة من السياسات الفاشلة والحضور المصطنع بين العامة، بينما يلاحظ المؤيدون زيادة القدرة التنافسية الاقتصادية وتخفيف الجمود. بدأ ولايته بمعدل تأييد بلغ 50%، وأصبح نحو 35% خلال السنوات الفاصلة، ووصل أخيرًا إلى القاع عند 12% في يناير عام 2017. ترك منصبه مع نسبة تأييد بلغت 18% فقط و77% عدم تأييد. يُنظر إلى بينيا نييتو على أنه واحد من أكثر الرؤساء إثارة للجدل والأقل شعبية في تاريخ المكسيك.

## نشأته وتعليمه
ولد إنريكي بينيا نييتو في 20 يوليو عام 1966 في أتلاكومولكو في ولاية مكسيكو، وهي مدينة تقع على بعد 55 ميلًا (89 كم) شمال غرب مدينة مكسيكو. وهو أكبر إخوته الأربعة؛ كان والده جيلبرتو إنريكي بينيا ديل مازو مهندسًا كهربائيًا؛ وكانت والدته ماريا ديل بيربيتو سوكورو أوفيليا نييتو سانشيز معلمة. وهو قريب اثنين من حكام ولاية مكسيكو السابقين: من جهة والدته، أرتور مونتيل؛ ومن جهة والده، ألفريدو ديل مازو غونزاليس. التحق بمدرسة دينيس هول في ألفريد بولاية مين خلال أول عام من المدرسة الإعدادية عام 1979 ليتعلم اللغة الإنجليزية. وبعد أن عاش في أتلاكومولكو لمدة 11 عامًا من حياته، انتقلت عائلة بينيا نييتو إلى مدينة تولوكا.
في عام 1975، كثيرًا ما كان والده يصطحبه إلى التجمعات الانتخابية لحاكم ولاية مكسيكو، خورخي خيمينيز كانتو، وهو صديق مقرب لبينيا ديل مازو. وهو خلف الحاكم ألفريدو ديل مازو غونزاليس، ابن عم والد بينيا نييتو. خلال حملة ديل مازو غونزاليس في عام 1981، بدأ أول اتصال مباشر لبينيا نييتو البالغ من العمر خمسة عشر عامًا مع السياسة المكسيكية: بدأ بتقديم كتابات الحملة لصالح قريبه، وهي ذكرى يسترجعها بينيا نييتو كنقطة تحول وبداية اهتمامه العميق بالسياسة.
في عام 1984، عندما كان عمره 18 عامًا سافر بينيا نييتو إلى مدينة مكسيكو والتحق بجامعة باناميركان، حيث حصل على بكالوريوس الآداب في الدراسات القانونية. وقد وُجد أن أطروحة بينيا نييتو الأكاديمية تحتوي على بعض الاقتباسات غير الصحيحة والسرقة الفكرية، ما أثار الجدل في مايو عام 2016. سعى بينيا نييتو للحصول على درجة الماجستير في إدارة الأعمال من معهد مونتيري للتكنولوجيا والتعليم العالي ومقره ولاية مكسيكو.

## بداياته السياسية
انضم بينيا نييتو إلى الحزب الثوري المؤسساتي في عام 1984، وبشهادة في القانون أوشكت على الاكتمال، بدأ بكسب أمواله الخاصة. خلال سنواته الأخيرة في الكلية، عمل بينيا نييتو لدى كاتب عدل عام في مدينة مكسيكو، في نفس الوقت تقريبًا عندما سُمي قريبه، ألفريدو ديل مازو غونزاليس، مرشحًا للانتخابات الرئاسية لعام 1988. في العشرينيات من عمره، عمل في شركة سان لويس الصناعية، وهي شركة لتصنيع قطع غيار السيارات، وعمل في شركة محاماة لافان، ميوز أند كي. وبينما كان ما يزال طالبًا في جامعة باناميركان، كان يسكن مع أوستاكيو دي نيكولاس، الرئيس الحالي لشركة هوميكس، وهي شركة بناء وعقارات مكسيكية رائدة. وكان صديقًا للويس ميراندا أيضًا، والذي شغل عدة مناصب خلال إدارة 1999-2000 في ولاية مكسيكو.
بدأ بينيا نييتو مسيرته السياسية رسميًا تحت إشراف مونتيل روخاس، وأصبح أمينًا لحركة المواطنين في المنطقة الأولى للجنة التوجيه الحكومية التابعة للاتحاد الوطني للمنظمات الشعبية (سي إن أو بّي)، وهي أحد القطاعات الثلاثة للحزب الثوري المؤسساتي. ولمدة ثلاث سنوات متتالية، شارك بينيا نييتو كمندوب للمنظمة وممثلًا للمواطنين في بلديات مختلفة من ولاية مكسيكو. وبعد ذلك بين عامي 1993 و1998، خلال فترة ولاية إميليو تشوايفيت كحاكم، كان بينيا نييتو مدير مكتب مونتيل روخاس وسكرتيره الشخصي، والذي كان آنذاك وزير التنمية الاقتصادية لولاية مكسيكو.
بعد عام 1999، انتقل بينيا نييتو من مناصب قليلة الأهمية إلى مناصب أعلى وأهم. إذ خدم من عام 1999 حتى عام 2000 كسكرتير ثانٍ للحكومة، وعمل منسقًا ماليًا ثانويًا للحملة السياسية لمونتيل روخاس. وفي عام 2001، عينه مونتيل روخاس كسكرتير ثانٍ لوزير الداخلية في ولاية مكسيكو، وهو المنصب الذي منحه الفرصة للقاء كبار السياسيين في الحزب الثوري المؤسساتي ورجال الأعمال الأثرياء وإقامة علاقات معهم. بعد انتهاء خدمته، شغل منصب السكرتير الإداري، ورئيس المجلس التوجيهي للضمان الاجتماعي، ورئيس المجلس الداخلي للصحة، ونائب رئيس النظام الوطني للتنمية الأسرية المتكاملة، كل ذلك في ولاية مكسيكو. وتحت رعاية مونتيل روخاس، شكل بينيا نييتو مجموعة تعرف باسم «أولاد أتلاكومولكو الذهبيون» مع أعضاء آخرين من الحزب الثوري المؤسساتي.